# Єзьоркі (Свентокшиське воєводство)
Єзьоркі (пол. Jeziorki) — село в Польщі, у гміні Водзіслав Єнджейовського повіту Свентокшиського воєводства.
Населення — 37 осіб (2011).
У 1975-1998 роках село належало до Келецького воєводства.

## Демографія
Демографічна структура на день 31 березня 2011 року:
|          | Загалом | Допрацездатний вік | Працездатний вік | Постпрацездатний вік |
| -------- | ------- | ------------------ | ---------------- | -------------------- |
| Чоловіки | 24      | 7                  | 13               | 4                    |
| Жінки    | 13      | 1                  | 8                | 4                    |
| Разом    | 37      | 8                  | 21               | 8                    |